# François Lochon
Francois Lochon, né le 16 mai 1954  à Trigny (Marne), est un photographe, photojournaliste, reporter de guerre et directeur d'agence photographique français. Il vit et travaille à Paris.

## Biographie
François Lochon commence sa carrière de photographe à l'agence Gamma en 1975, en couvrant les voyages de Jean-Paul II, qu'il a suivi pendant 20 ans à travers le monde.
Fidèle depuis cette époque au photojournalisme, il a couvert de nombreux événements d'actualité dans environ 130 pays différents[réf. souhaitée].
Son travail a été primé trois fois au World Press Photo et a obtenu le Grand Prix Paris Match du photojournalisme en 1984 pour ses images de la guerre Irak-Iran.
Sa passion pour l'Antarctique lui fait passer 6 mois sur ce continent en plusieurs séjours. Une exposition des principales photos, baptisée Terre des Pôles, a eu lieu sur les grilles du jardin du  Luxembourg en 2008. 
Le 30 mars 2010, François Lochon est candidat à la reprise du groupe Eyedea (Gamma, Rapho, Keystone etc.), en redressement judiciaire depuis juillet 2009. Le 6 avril 2010, le tribunal de commerce de Paris lui en attribue la reprise et il crée une nouvelle société, dénommée Gamma-Rapho, afin de relancer l'activité des anciennes agences du groupe Eyedea, dont la liquidation judiciaire est prononcée.

## Récompenses et distinctions
- Il a reçu trois prix au World Press en 1979 et 1980.
- 1984 : Grand Prix Paris Match du photojournalisme pour Iran / Irak, la guerre

## Expositions
- 2008. Terre des Pôles, Jardin du Luxembourg, Paris.